# Confines
Confines là một khu tự quản thuộc tỉnh Santander, Colombia. Thủ phủ của khu tự quản Confines đóng tại Confines Khu tự quản Confines có diện tích 73 ki lô mét vuông. Đến thời điểm ngày 28 tháng 5 năm 2005, khu tự quản Confines có dân số 2535 người.